# Vitrall cloisonné
|  | Aquest article tracta sobre la confecció de vitralls. Si cerqueu la tècnica d'esmaltat, vegeu «Cloisonné». |

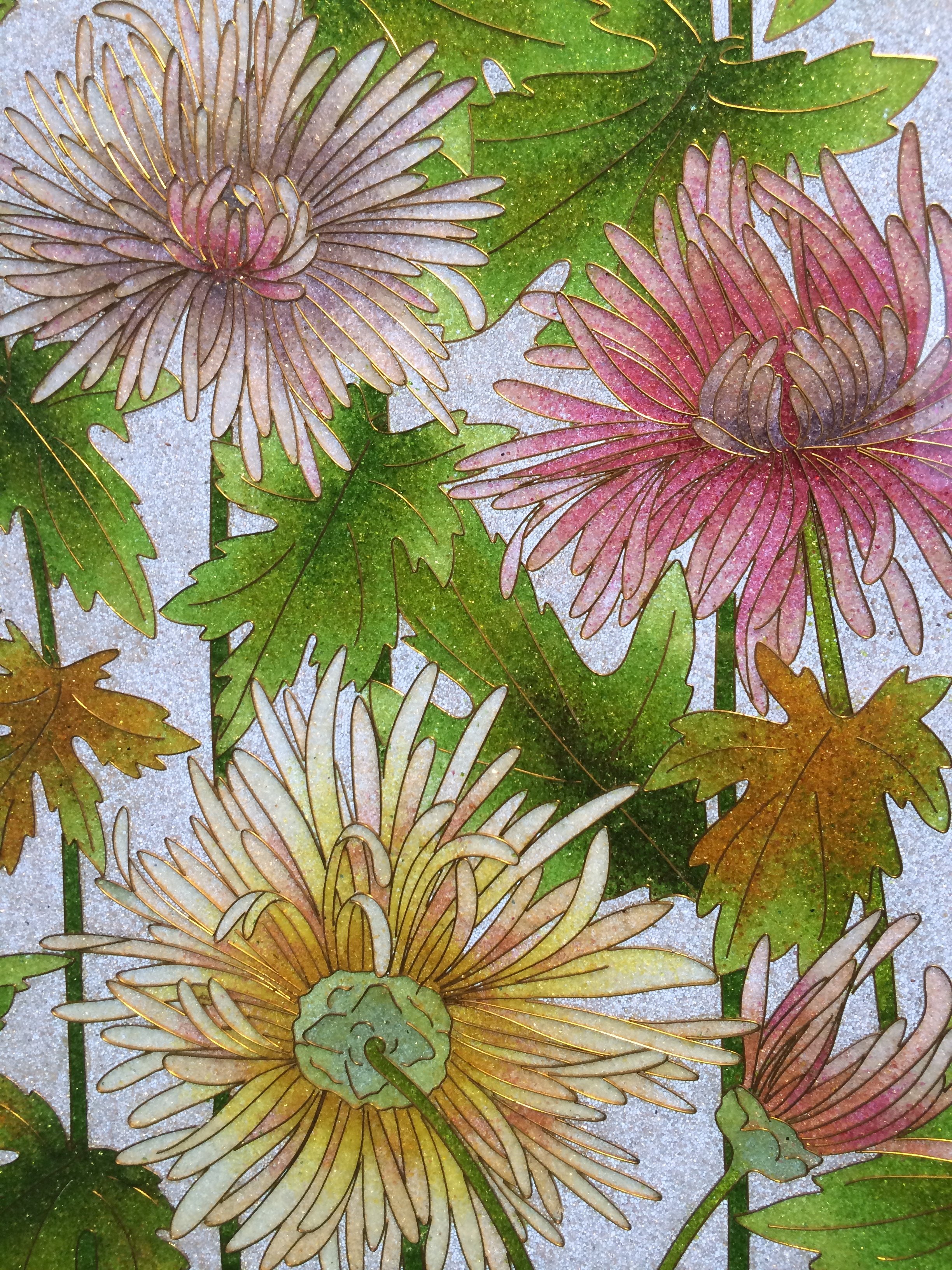
Vitrall cloisonné (detall), panell de doble porta obra de Frederic Vidal i Puig (1882-1950) per a la casa Bertrans i Serra de Barcelona, actualment al MNAC

El vitrall cloisonné és una tècnica artística desenvolupada a finals del segle xix, principalment al Regne Unit i a Catalunya, en aquest cas de la mà del decorador modernista Frederic Vidal.
Consisteix a situar petites boles de vidre de colors seguint un dibuix atrapades i encimentades amb cola entre dos panells de vidre que, segellats, forme un conjunt.
La tècnica va tenir una vida curta degut a la seva dificultat de realització i de conservació.

## Història

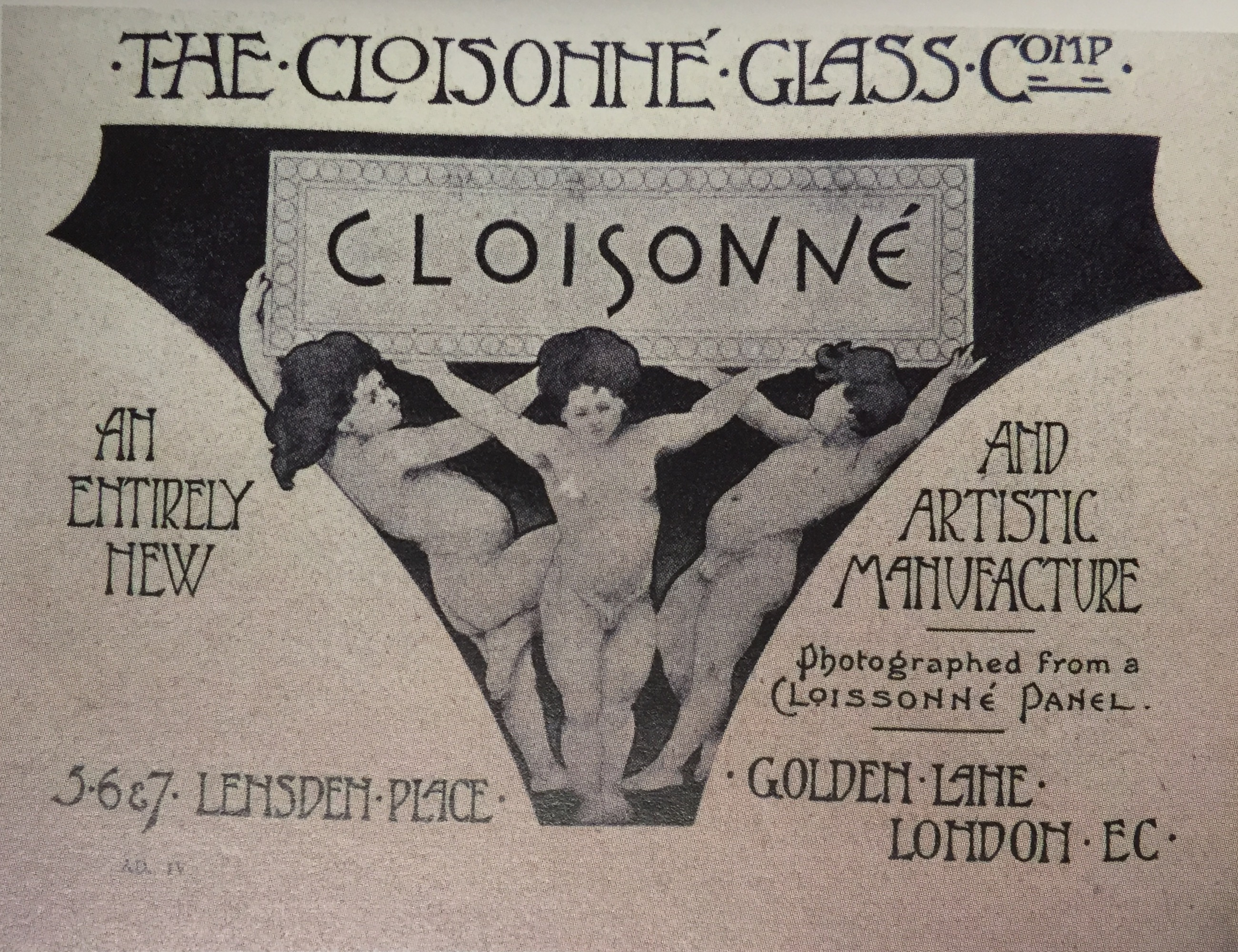
Anunci de "The Cloisonné Glass Company" aparegut a "The Studio", núm. 82 de 15/1/1900

El 1894 el pintor parisenc Amédée Navarein va desenvolupar una tècnica que ell anomenava Cloisonné Work i que situa cronològicament la primera patent al Canadà, tot i que no es va registrar fins al cap de tres anys.
L'any 1897 el fabricant estatunidenc Theophil Pfister i l'empresari alemany Emil Barthels van registrar a Londres una patent de "Millores en treballs Cloisonné".
Fins llavors, la tècnica del cloisonné només s'havia sentit a parlar en relació amb esmalts aplicats sobre metalls omplint petits forats o cloisons formant petites boles.
En els anys següents, es va produir vidre cloisonné a Londres a la Cloisonné Glass Company, propietat de Pfister i Barthels, constituïda al 66 de Berners Street, Londres. El 30 de juny de 1900, els dos socis es varen separar, i Barthels va gestionar l'empresa tot sol. Es desconeix quant de temps l'empresa es va mantenir en els negocis, encara que a partir de 1900 es van concedir llicències a altres països europeus i també als Estats Units d'Amèrica.
Existeixen patents posteriors que només incorporen petites millores que milloraven la seva conservació, però sense innovacions especials.
Existeixen patents de la Cloisonné Glass a Suïssa (1897), Estats Units (1899) presentada per Navarein en representació de la companyia. L'any 1905 hi ha una patent de Navarein a França i el 1906 una nova de Pfister a Anglaterra el 1906.
A la meitat de la primera dècada del segle XX es perd l'interès per la tècnica i no existeix cap estudi ni documentació en profunditat fins al 1981 quan Manuel Garcia Martín incorpora les seves investigacions sobre el cloisonné dins el seu treball d'investigació sobre vitralls catalans. L'any 1985 es va realitzar a Barcelona la primera i única exposició monogràfica sobre aquesta tècnica i la publicació del llibre de Garcia Martin "Els vitralls cloisonné de Barcelona", considerat com la guia de referència de la que han partit la resta d'estudis posterior.
Les darreres investigacions han estat obra dels vitrallers Joan Vila i Grau amb la ponència Le vitrail cloisonné, Namur, 1989; i Jordi Bonet amb el treball "Conservation-restoration of cloisonné window. A case study" de 2008.

### Desenvolupament a Catalunya
A Catalunya aquesta innovadora tècnica va ser incorporada per Frederic Vidal i Puig (1882-1950) qui el 1898 havia estat enviat pel seu pare a Londres durant un any, per aprendre amb Pfister i Barthels. El pare havia fundat l'empresa Casa F. Vidal, que es va especialitzar en la decoració d'interiors, de manera que no era només finestres que van ser produïts usant aquesta tècnica, sinó també llums, pantalles, portes, mobles i tota mena d'objectes quotidians amb incrustacions de cloisonné. S'estima que el conjunt de treballs que es troben a Barcelona i rodalia provenen d'aquest taller, que va florir durant un breu període de cinc anys (1899-1904).
La col·lecció Bertrand i Serra donada al Museu Nacional d'Art de Catalunya a Barcelona, conté vint-i-dos peces que són exemple de la diversitat d'objectes fabricats utilitzant aquesta tècnica. És considerada la més gran col·lecció mundial de peces cloisonné.
Es conserven també algunes peces al museu del Modernisme Català i un guardafoc al Cercle del Liceu.

### Altres localitzacions

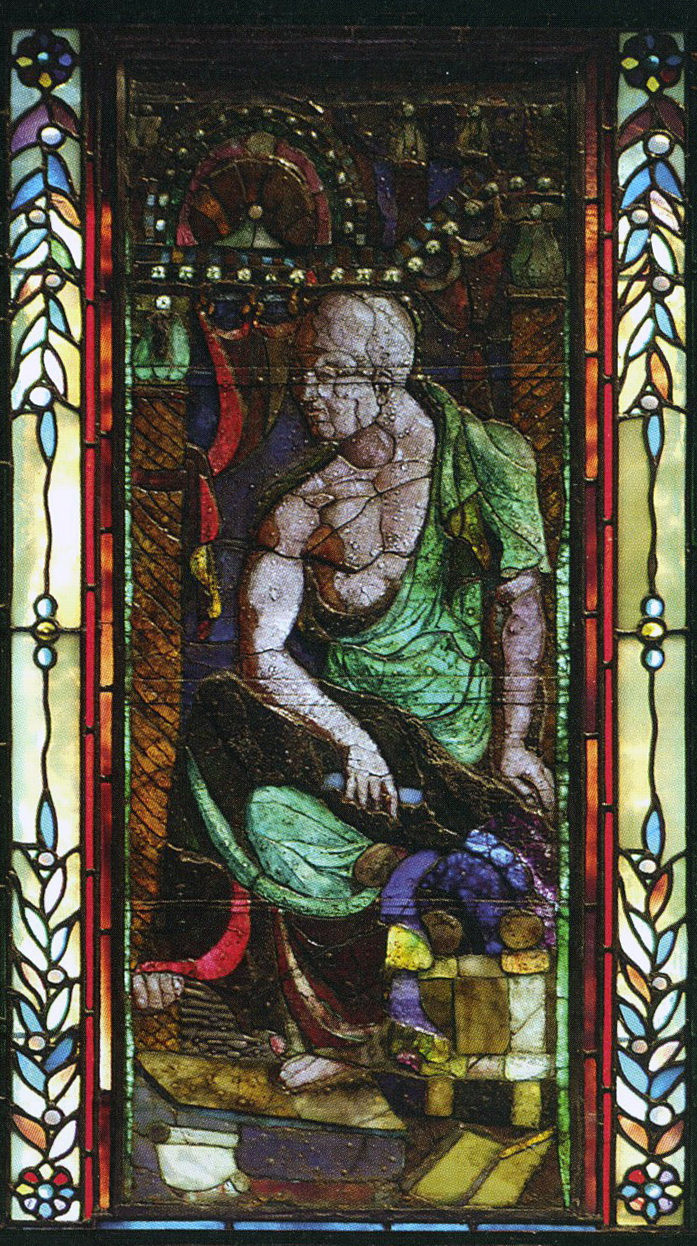
Old Philosopher a la Thomas Crane Public Library de Quincy (Massachusetts) de La Farge

A Itàlia la tècnica la va representar el taller de Luigi Fontana de Milà que acostumava a fer treballs a partir de dissenys del ruso-germànic Adolf Hohenstein. D'aquest taller es conserven unes portes de la col·lecció Wolfsoniana de Gènova.

Als Estats Units la figura més destacada que va emprar la tècnica del cloisonné va ser John La Farge. Aquest pintor i vitraller estatunidenc d'origen francès va començar a experimentar des d'una rèplica més directa del treball amb esmalts, és a dir, treballant en calent i, fonent el vidre de colors dins els alvèols formats pels separadors de coure, en lloc d'omplir-los de boletes unides per un element adhesiu. La Fargue va experimentar entre 1880-1882, quasi 5 anys abans que la patent de la Cloisonné Glass Co.. Aquesta tècnica era molt més costosa i difícil de controlar els resultats al forn.
L'obra més destacada feta amb cloisonné en calent és l'Old Philosopher, basada en una imatge romana del segle V feta sobre una tauleta d'ivori. La imatge evoca la saviesa de Thomas Crane, a la memòria del qual es va construir la biblioteca popular on està el vitrall.
Dins la llarga producció com a vitraller, va fer algunes altres peces en cloisonné, sempre que el client pogués pagar l'encàrrec. Un exemple és el vitrall fet per a la casa de George T. Bliss, actualment al Metropolitan Museum of Art de la ciutat de Nova York, i que, quan es va encarregar, va ser notícia detallant les dificultats tècniques i destacant que es tractava del "vitrall més car de la història del país". Altres obres seves són The Peacock window, al Worcester Art Museum; i diversos vitralls per la casa Cornelius Vanderbilt.
A París es conserva una gran sala de l'hotel Golden Tulip Little Palace, amb un pany de paret i la lluerna del sostre amb profusió de motius vegetals. S'atribueix la seva realització a Amédée Navarein.

## Tècnica
El text de la patent de Pfister i Barthels, aprovada l'11 de març de 1897, descriu l'invent com:
«El mètode de producció de treballs cloisonné consisteix a formar i fixar un disseny en relleu sobre una placa transparent, a continuació, omplir cadascun dels intersticis dissenyats amb materials adequats, trencats o en pols, i preferiblement de diferents colors. Es crea una cimentació d'aquests materials en una massa sòlida per mitjà de cua de peix o silicat de potassa o els seus equivalents, i després de fixar-los, es cobreix tot el conjunt amb una placa de material transparent, en el cas d'una transparència, o d'un ciment adequat o d'una placa opaca en el cas de treballs opac, segons es desitgi.»
Per tant, es tracta de situar, entre dos vidres plans, un seguit de partícules o petites esferes de vidre cimentades entre si per un element adhesiu. Per formar el dibuix, la distribució de les partícules segueix un patró realitzat per tires de coure d'acord amb el disseny i unides entre si, també, amb cua de peix.

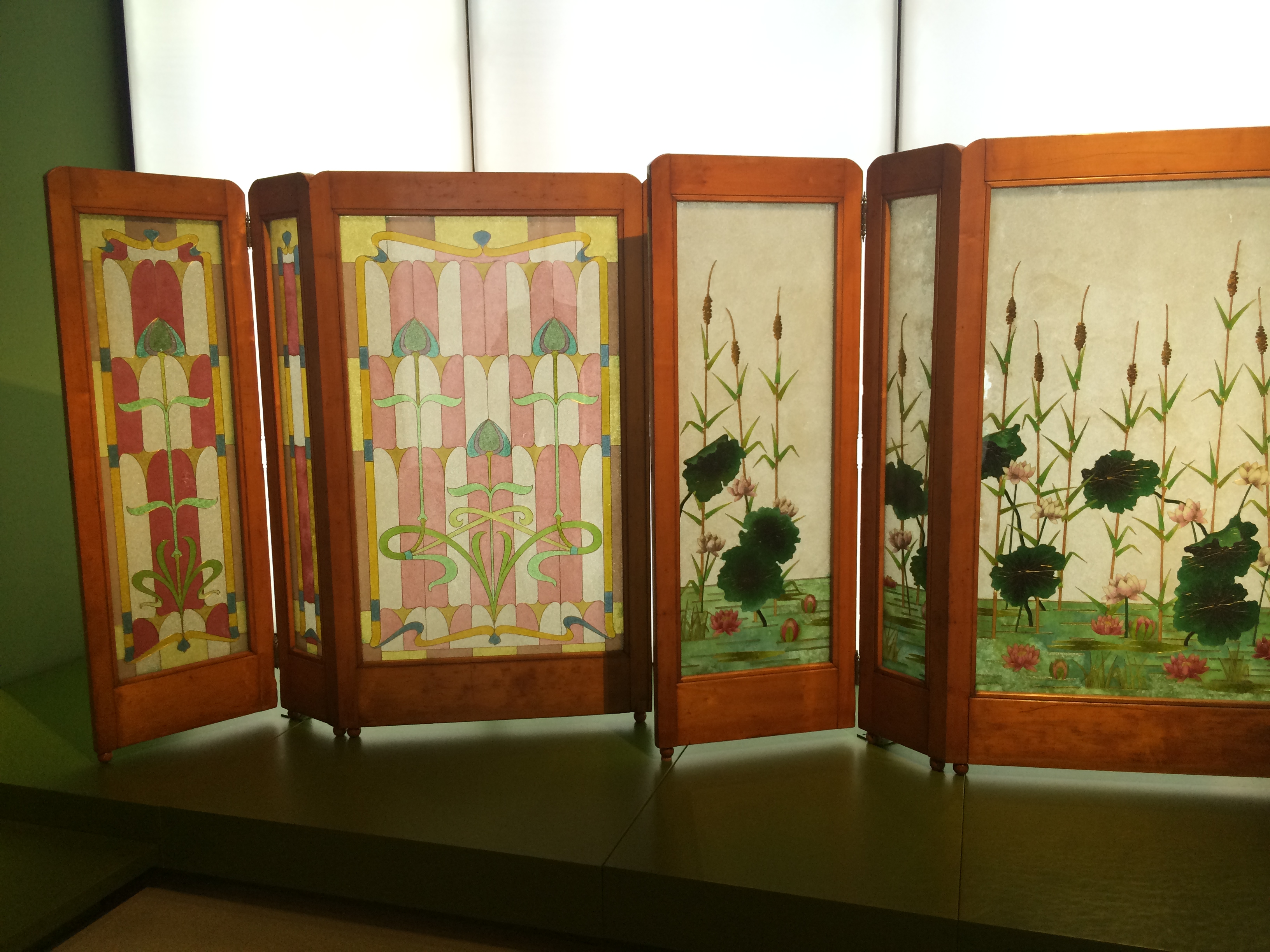
Paravent obra de Frederic Vidal, actualment al MNAC
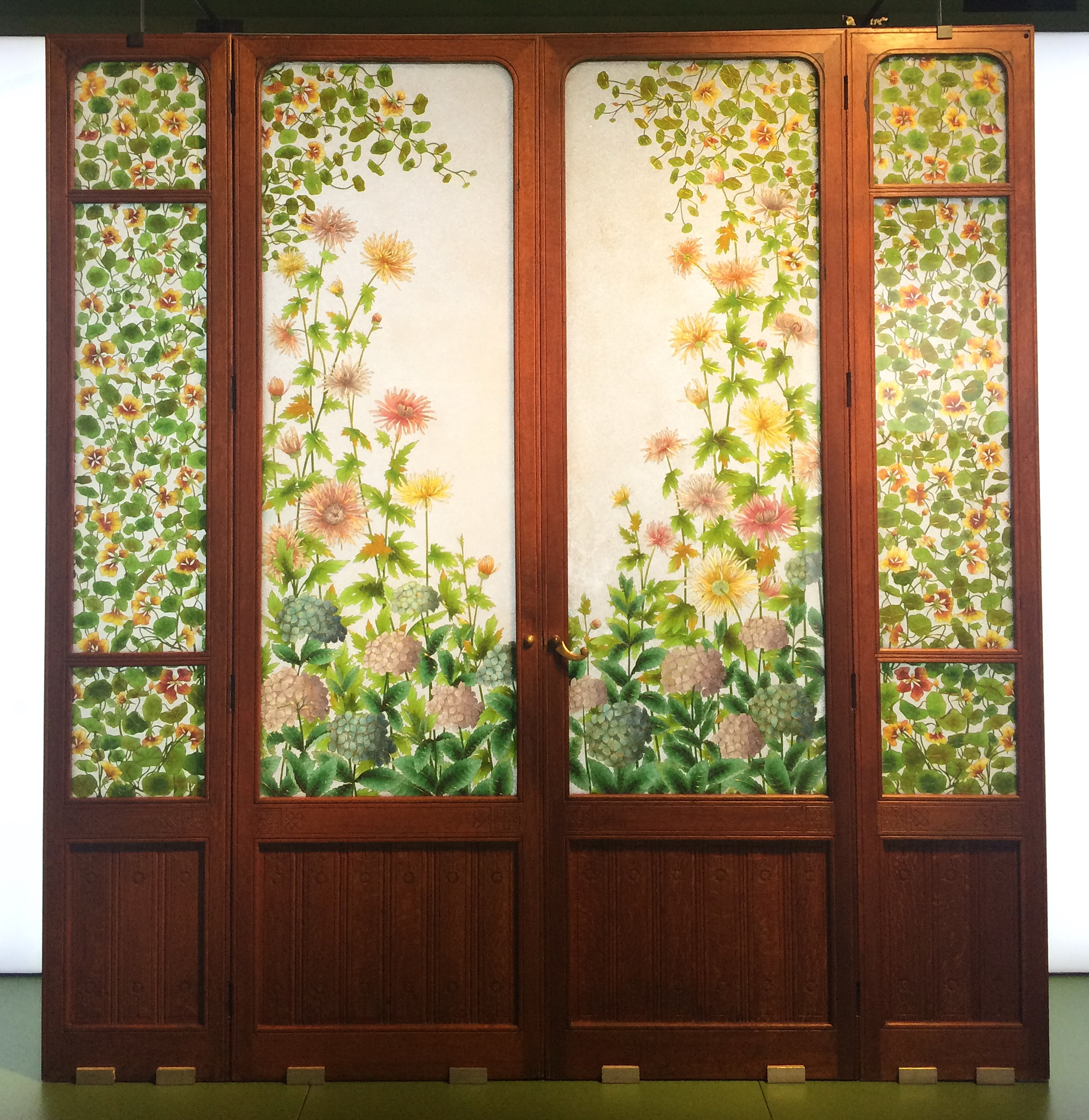
Vitrall cloisonné, panell de doble porta obra de Frederic Vidal i Puig (1882-1950) per a la casa Bertrand i Serra de Barcelona, actualment al MNAC
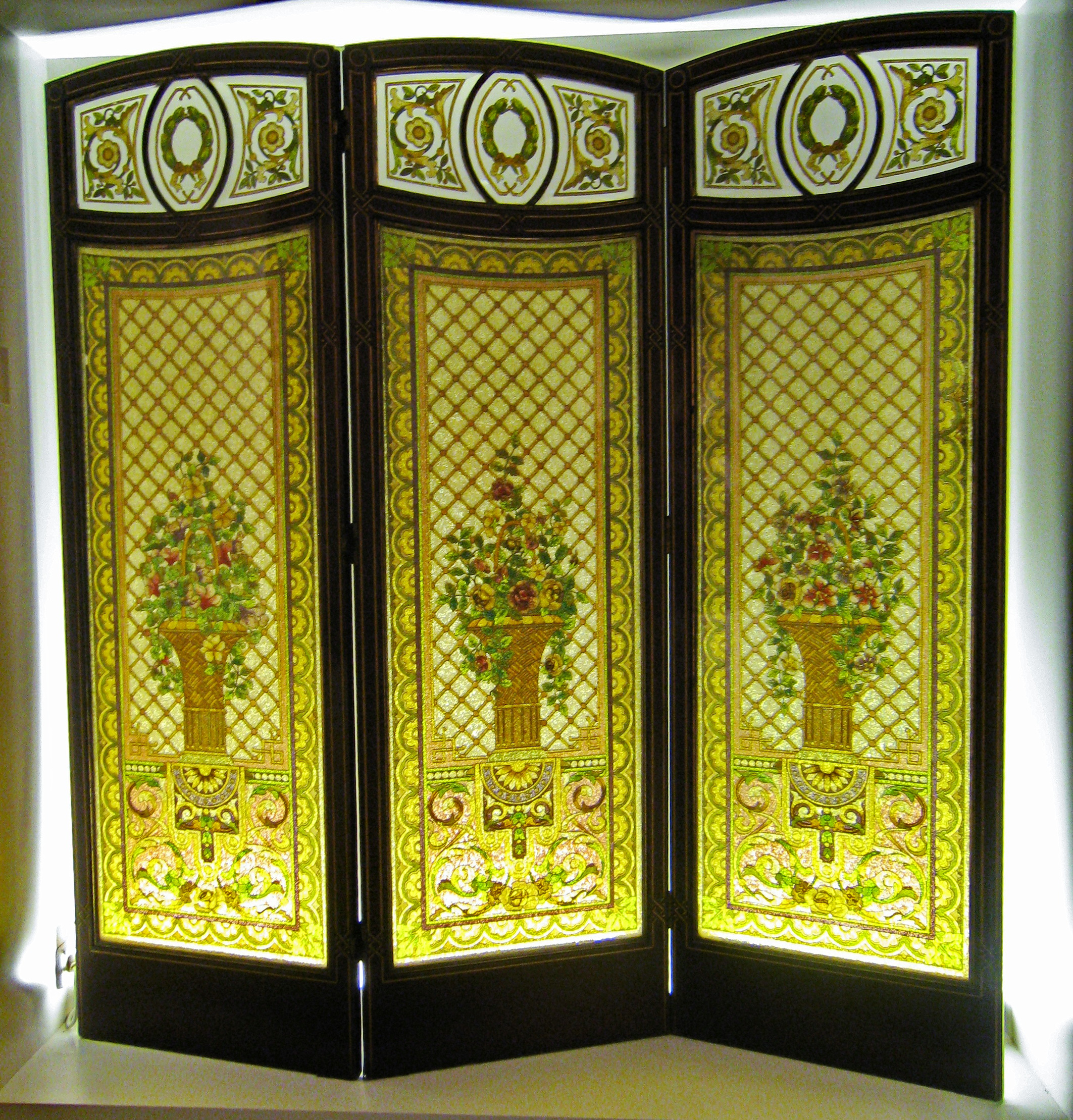
Paravent obra de Frederic Vidal, actualment al Museu del Modernisme Català